# Ford Elite
Ford Elite (fɔrt əˈlaːɪt) — автомобіль класу Personal luxury car, виробництва Ford Motor Company, який випускався в Північній Америці з 1974 по 1976 роки.

## Опис моделі
Elite був заснований на платформі Ford Torino, і, згідно з рекламою, був «автомобілем середніх розмірів в традиціях Thunderbird» — тобто, більш компактна і доступна машина, ніж Thunderbird, але з подібним дизайном і таким же рівнем оздоблення, призначена конкурувати з такими автомобілями, як Chevrolet Monte Carlo і Chrysler Cordoba.
В 1974 модельному році, Elite розглядається як підмодель Ford Torino, хоча й заявлена окремою. Напис на ній «Gran Torino Elite» говорить про це. В 1975 і 1976 роках Ford Elite продається як окрема власна модель зі щитком «Elite», а за всі три роки машина себе добре зарекомендувала, як успішна за продажами.
Через реорганізацію і скорочення в компанії, в 1976 році назву Elite припинили використовувати. Thunderbird був різко скорочений в розмірах і в ціні до 1977 року, бувши переміщеним на стару платформу Torino, а останній сам був замінений на LTD II. По суті, випуск Elite був припинений.

## Стандартна комплектація
- 351W 351M V8 двигун, об’ємом 5,8 л
- Передні дискові, задні барабанні гальма
- Підсилювач керма
- Вінілова оббивка даху
- Захисні бокові молдинги

## Опції
Варіанти серед додаткових опцій виглядали так:
- 400M V8 двигун об’ємом 6,6 л.
- 460 V8 двигун об’ємом 7,5 л.
- Люк
- Кондиціонер повітря зі стандартним ручним керуванням чи Автоматичним контролем температури
- Фарба-металік
- Круїз-контроль
- Панель приладів з тахометром, датчиком тиску масла, температури охолоджувальної рідини, рівня зарядки
- Економайзер
- Ковшеподібні крісла, і зручна центральна панель (лише для 1976 року)